# Teresa Moller
Teresa Moller (Santiago, 1958) es una arquitecta paisajista chilena.

## Biografía
Nacida en Santiago, Chile,Moller estudió dos años en el desaparecido instituto profesional Incacea antes de abandonar la carrera. Posteriormente vivió en Nueva York, donde estudió en el Jardín Botánico de la misma ciudad y aprendió habilidades básicas de diseño y dibujo a mano.
A los 25 años abrió su estudio de paisajismo, desarrollando proyectos en Chile, Argentina, Alemania, China y Australia.
En 2005 desarrolló Punta Pite, el diseño de paisajismo para la quebrada que conecta las comunas de Zapallar y Papudo en Chile, habilitando espacios públicos en un sendero de 1,5 kilómetros de extensión hecho en piedra canteada. En 2011, Punta Pite fue incluido en Blanca Montaña, un libro que recopila las obras más destacadas de la arquitectura chilena de los últimos 20 años hasta entonces.
En 2008, la revista Garden Ilustrated la consideró como una de los diez paisajistas más interesantes trabajando en el mundo hasta la fecha.
En 2016 fue parte de la exhibición internacional de la Bienal de Arquitectura de Venecia con la propuesta Catch the landscape, en la cual montó en Venecia una serie de trozos de mármol travertino extraído de una cantera en el desierto de Atacama.
En 2021 fue una de las galardonadas del Premio Global de Arquitectura Sostenible, junto a los arquitectos paraguayos Gloria Cabral, José Cubilla y Solano Benítez.

## Estilo
El trabajo de Moller ha sido definido como una exploración entre "la relación entre naturaleza, arquitectura y flora nativa". Asimismo, se ha planteado que su obra se sitúa en "un lugar que es y no es diseño, al mismo tiempo".
 

En 2017, con motivo de su primera conferencia en Harvard GSD (Sylvester Baxter Lecture), la institución describió su trabajo:
"La observación atenta combinada con el conocimiento del paisaje existente son las claves [de Teresa Moller] para desarrollar proyectos socioculturales que acerquen la naturaleza a las personas, ayudándolas a encontrar el equilibrio en un entorno urbano en constante cambio".
En 2022, la crítica española Anatxu Zabalbeascoa planteó que Moller "trata de convertir los obstáculos en oportunidades. Expone la topografía. No busca aclarar el bosque".

## Publicaciones
- Unveiling the Landscape (2014, Hatje Cantz)
- Reflexiones en el paisaje, junto a Jimena Martignoni (2022, Arquine)[11]